# باكستر وارد
باكستر وارد (بالإنجليزية: Baxter Ward)‏ هو صحفي وسياسي أمريكي، ولد في 5 نوفمبر 1919، وتوفي في 4 فبراير 2002 في لوس أنجلوس في الولايات المتحدة. حزبياً، نشط في الحزب الديمقراطي.